# هزارتو (فیلم ۲۰۰۰)
هزارتو (به انگلیسی: Maze) فیلمی محصول سال ۲۰۰۰ و به کارگردانی راب مورو است. در این فیلم بازیگرانی همچون راب مورو، لورا لینی، کریگ شفر، جیا کاردیس، بستی آیدم، لانی فلاهرتی و کن لئونگ ایفای نقش کرده‌اند.